# PHZ SM Lacpol
Die PHZ SM Lacpol Sp. z o.o (Przedsiębiorstwo Handlu Zagranicznego Spółdzielni Mleczarskich Lacpol Sp. z o.o. w Warszawie) ist ein Milchverarbeiter in Polen und gehört mit einem Umsatz von rund EUR 200 Millionen zu den zehn größten Molkereiunternehmen des Landes. Der Sitz der Firma befindet sich in Warschau in der Woiwodschaft Masowien.

## Geschichte
Die Firma wurde 1982 als Außenhandelsunternehmen polnischer Genossenschaftsmolkereien gegründet und begann ihre Tätigkeit im Jahr 1988, nachdem die vormals alleinige polnische Exportgesellschaft Polcoop ihr Außenhandelsmonopol verlor. Zunächst war der Verband der polnischen Genossenschaftsmolkereien (heute: Krajowy Związek Spółdzielni Mleczarskich ZR) Alleingesellschafter der Lacpol; später wurden die Anteile an die einzelnen Genossenschaften übertragen. Das Unternehmen hatte in seiner Geschichte bis zu 100 Gesellschafter, darunter die Molkerei RSM Rolmlecz, die mit knapp 30 % größter Gesellschafter des Unternehmens ist.
Mit der seit einigen Jahren bestehenden Möglichkeit dieser Gesellschafter-Molkereien, ihre Produkte unter den eigenen Marken selbst zu exportieren, änderte sich das Geschäftsmodell der Lacpol. Neben der zunehmenden Verarbeitung von Milch in eigenen Produktionsstätten und der Erbringung von Servicedienstleistungen für die Gesellschafter, verkauft die Lacpol nun auch eigene Produkte auf dem polnischen Markt. Damit einher ging eine Strukturänderung im Sortiment. Stellte das Unternehmen in der Vergangenheit fast ausschließlich (für den Export besonders geeignete) Trockenprodukte her, wird heute zunehmend in Produktionsanlagen für Frischprodukte investiert. Die bekannteste Marke von Lacpol ist „Mleczna Smaki Świata“ (Milchgeschmack der Welt). 
Als Anfang der 1990er Jahre einige der Lacpol-Gesellschafter finanzielle Schwierigkeiten hatten, unterstützte Lacpol diese Firmen mit eigenen Mitteln.
Mittlerweile ein erfolgreicher Anbieter auf dem polnischen Markt, ist Lacpol in den letzten Jahren zunehmend zu einem Wettbewerber für seine eigenen Gesellschafter geworden. Große polnische Molkereien (Mlekpol, Polmlek, Mlekovita) versuchen deshalb, ihre Anteile an der Lacpol zu erhöhen, um so ihren Einfluss auf die Unternehmensführung zu verstärken. Im Jahr 2008 gelang Mlekpol die Übernahme von RSM Rolmlecz, dem größten Anteilseigner der Lacpol.
Exportiert wird in viele europäische Staaten, seit dem Jahr 2009 auch nach Russland, in den Balkan sowie nach Algerien und den Jemen. Die Hauptexportprodukte sind Milchpulver und Käsebruch. 
Im Sommer 2006 kündigte die deutsche Nordmilch AG (heute: Deutsches Milchkontor) eine Zusammenarbeit mit der Lacpol-Tochtergesellschaft Proszkownia Mleka in Piotrków Kujawski an. Gemeinsam solle ein neues Werk errichtet werden, dessen Produkte später von Nordmilch vertrieblich betreut werden sollten. Das neue Werk für die Herstellung von Schnittkäsesorten wie Gouda, Edamer und Tilsiter in Blöcken zu 3 kg und 15 kg sollte auf eine Jahreskapazität von 20.000 Tonnen ausgelegt werden.
Geschäftsführer der Lacpol ist Kazimierz Łoś.

## Produktionsstätten
Lacpol verfügt über neun Produktionsstätten in Piotrków Kujawski (Proszkownia Mleka), Murowana Goślina (Zakład Przetwórczego Kazeiny), Wolsztyn (Zakład Przetwórstwa Mleka MLECZ), Łaszczów (Käse- und Mozarellaproduktion), Kobylnica (Produktion von Frische- wie Trockenprodukten), Zalesie (Hartkäse-, Kefir- und Buttermilchproduktion), Tarnów (Mlektar S.A., Produktions- und Handelsgesellschaft), Toruń (Streichkäseproduktion) und Płońsk (Produktions- und Handelsgesellschaft).
In Gdynia (Lacpol Gdynia) wird eine Gefrieranlage betrieben. Das Unternehmen besitzt außerdem in Krynica-Zdrój die Ferienpension Witoldówka sowie das Hotel Uśmiech.

## Przegląd Mleczarski
Lacpol verlegt eine der ältesten Fachzeitschriften Polens. Der Monatstitel Przegląd Mleczarski erscheint seit 1896 und richtet sich mit einer Auflage von 1.000 Exemplaren an die milchverarbeitende Industrie Polens.